# 고리야마 화물 터미널역
고리야마 화물 터미널 역(일본어: 郡山貨物ターミナル駅)은 일본 후쿠시마현 고리야마시에 있는 일본화물철도의 화물역이며, 도호쿠 본선의 소속이다.
東北本線 貨物

## 구조
203,000m²의 부지 면적을 가지는 지상역이며, 선로는 남북 방향으로 지나고 있어, 컨테이너 승강장 등은 모두 본선의 동쪽으로 설치되어 있다.
상하 본선의 사이에는 상하 4개 정도의 착발선이 있다. 명칭은, 서쪽부터 하행 본선, 하행 1-4번선, 상행 4-1번선, 상행 본선의 순서. 상행 본선의 동쪽 옆에도 발착선 2개와 측선 6개가 있다. 측선 옆의 선로가 착발선 하역 방식(E&S 방식)을 채용하는 착발선 겸 하역선이 있어, 컨테이너 승강장이 접한다. 컨테이너 승강장은 섬식 승강장으로, 반대쪽에도 2개의 하역선(여기에는 측선)이 부설되어 있다.
또한, 검수고의 남쪽에는 시멘트 터미널 고리야마 영업소가 있어, 여기로 연장되는 하역선도 존재한다. 이 영업소는, 화차에 의한 시멘트 수송이 실시되고 있지만, 2000년 3월에 오고시 역부터의 발착편을 가져 폐지되었다.
구내는 착발선을 제외해서 전철화 되지 않는다. 그 때문에, 구내의 입환 작업은 센다이 종합 철도부에 소속한 일본국유철도 DE10형 디젤 기관차가 담당하고 있다.
역 사무실이 들어간 역사에는, 영업 창구의 JR 화물 고리야마 영업 지점이나 고리야마 종합 철도부가 입주 한다.

## 취급 화물
이 역은, 컨테이너 화물과 임시 차급화물의 취급역이다. 컨테이너 화물은, JR 규격으로, 12ft·20ft·30ft의 철도 컨테이너와, ISO 규격으로 20ft의 해상 컨테이너를 취급한다.
취급품목은, 발송화물로는 주류, 적합한 화물, 의약품, 쌀, 자동차 부품등으로, 도착 화물로는 유리 제품, 화학 공업품, 청량 음료수, 공업 약품등이다. 또한, 산업 폐기물, 특별 관리 산업 폐기물의 취급 허가를 얻고 있어, 이것이 들어오는 컨테이너의 취급도 가능하다.

## 이용 현황
| 연도     | 발송 화물 | 도착 화물 |
| 2004년도 | 233,783t  | 220,750t  |
| -------- | --------- | --------- |

## 인접 정차역
| 도호쿠 본선                  | 도호쿠 본선   | 도호쿠 본선            |
| ---------------------------- | ------------- | ---------------------- |
| 아사카나가모리 구로이소 방면 | ■ 도호쿠 본선 | 고리야마 후쿠시마 방면 |